# Kinloch (Missouri)
Kinloch ist eine Stadt mit dem Status „City“ im St. Louis County im US-Bundesstaat Missouri. Das U.S. Census Bureau hat bei der Volkszählung 2020 eine Einwohnerzahl von 263 ermittelt.

## Geographie
Die Koordinaten von Kinloch liegen bei 38°44'25" nördlicher Breite und 90°19'23" westlicher Länge.
Nach Angaben der United States Census 2010 erstreckt sich das Stadtgebiet von Kinloch über eine Fläche von 1,89 Quadratkilometer (0,73 sq mi). Kinloch grenzt im Osten an Ferguson und im Westen an Berkeley.

## Bevölkerung
Nach der United States Census 2010 lebten in Kinloch 298 Menschen verteilt auf 105 Haushalte und 67 Familien. Die Bevölkerungsdichte betrug 157,7 Einwohner pro Quadratkilometer (408,2/sq mi).
Die Bevölkerung setzte sich 2010 aus 3,4 % Weißen, 94,6 % Afroamerikanern, 0,3 % amerikanischen Ureinwohnern, 0,7 % Asiaten und 1,0 % mit zwei oder mehr Ethnien zusammen. Von den 105 Haushalten lebten in 36,2 % Kinder unter 18 und in 8,6 % der Haushalten lebten Personen über 65.
Von den 298 Einwohnern waren 31,9 % unter 18 Jahre, 9,8 % zwischen 18 und 24 Jahren, 21,8 % zwischen 25 und 44 Jahren, 29,8 % zwischen 45 und 64 Jahren und in 6,7 % der Menschen waren 65 Jahre oder älter. Das Durchschnittsalter betrug 31,8 Jahre und 46,6 % der Einwohner waren männlich.

## Bevölkerungsentwicklung
| Jahr      | 1950  | 1960  | 1970  | 1980  | 1990  | 2000 | 2010 | 2020 |
| Einwohner | 5.957 | 6.501 | 5.620 | 4.455 | 2.702 | 448  | 298  | 263  |

## Persönlichkeiten
- Jenifer Lewis (* 1957), Schauspielerin

## Belege
1. ↑  Explore Census Data Total Population in Kinloch city, Missouri. Abgerufen am 2. Februar 2023.
2. ↑   United States Census
3. ↑   American Fact Finder